# Google Map Maker
Google Map Maker là dịch cụ của Google ra mắt vào tháng 6 năm 2008, với mục đích mở rộng dịch vụ hiện tại của Google Maps. Một số quốc gia hiện vẫn chưa có dữ liệu bản đồ, vì vậy, để ứng phó với hiện trạng này, Google đã quyết định mở rộng Google Maps cho cộng đồng người dùng cùng đóng góp, tại một số khu vực nhất định. Dự án này có điểm tương tự với OpenStreetMap (OSM), nhưng OSM cung cấp dữ liệu bản đồ theo giấy phép Creative Commons, còn Google vẫn duy trì "... quyền tái sử dụng, chuyển thể, điều chỉnh, biên dịch, xuất bản, trình chiếu công khai, phân phối, và tạo tác phẩm phái sinh từ Dữ liệu do người dùng nhập vào một cách vĩnh viễn, không thể thu hồi, có hiệu lực trên toàn thế giới, không mất phí và không có tính độc quyền".
Mục tiêu cuối cùng của dự án là thu được dữ liệu bản đồ có chất lượng cao để xuất bản và sử dụng trong dịch vụ Google Maps hiện thời. Một số đóng góp đã xuất hiện trên Google Maps, tuy các thay đổi trong Google Map Maker thường không ngay lập tức xuất hiện trên Google Maps, mà chuyển sang theo từng đợt.

## Tính năng
Người dùng có thể vẽ các đối tượng lên những vùng đã được vẽ biên giới trên bản đồ, và có thể thêm các đối tượng như đường phố, đường xe lửa, sông,... Ngoài ra, người dùng còn có thể chỉ vị trí căn nhà và công ty lên bản đồ. Hình dạng của Google Map Maker giống như Google Maps, cũng có ba góc nhìn (bản đồ, vệ tinh và kết hợp).
Bằng cách tìm và duyệt, người dùng có thể thêm đối tượng mới hoặc sửa đối tượng đã có trên bản đồ. Có ba loại công cụ để vẽ: đánh dấu vị trí, vẽ đường (dành cho đường sá, đường xe lửa, sông, và những đối tượng tương tự), và đa giác (để xác định đường biên, vẽ công viên, hồ và các đối tượng lớn khác). Cách làm được Google khuyến khích là người dùng nên vẽ đối tượng bằng cách dò theo hình ảnh vệ tinh. Tuy nhiên, ở những địa điểm có ảnh vệ tinh không tốt cũng ảnh hưởng đến chất lượng vẽ bản đồ tại khu vực đó.
Để đảm bảo chất lượng, những đóng góp của người dùng mới sẽ được người dùng đã có kinh nghiệm khác duyệt lại. Hệ thống này cũng giúp ngăn ngừa phá hoại và thiếu chính xác. Khi nào người dùng thực hiện được nhiều đóng góp thành công, các sửa đổi của họ sẽ bớt bị giám sát hơn và có thể xuất hiện trên bản đồ ngay lập tức.
Người dùng cũng có thể quy định một khu vực trên bản đồ là 'khu vực lân cận' của họ, tức là khu vực mà họ biết đủ rõ để có thể đóng góp tốt vào đó. Người dùng cũng có thể duyệt lại đóng góp của người khác trong khu vực lân cận của mình. Các thành viên không nhìn thấy được các khu vực lân cận của nhau.

## Điều hành khu vực
Nhằm hỗ trợ tốt hơn cho cộng đồng bản địa, năm 2011 Google Map Maker bổ sung các điều hành viên khu vực cho từng Quốc gia nhằm tăng tính tương tác giữa người dùng, với cách thức này sẽ đảm bảo tính kiểm duyệt chất lượng hướng đến các sản phẩm dịch vụ tốt hơn trên bản đồ số của Google.

## Những quốc gia được vẽ bản đồ
Hiện nay dịch vụ Google Map Maker được kích hoạt cho các lãnh thổ dưới đây, và người dùng từ bất cứ mọi nơi có quyền đóng góp vào các lãnh thổ này:
- Afghanistan
- Albania
- Algérie
- Samoa thuộc Mỹ
- Angola
- Anguilla
- Antigua và Barbuda
- Antille thuộc Hà Lan
- Argentina
- Armenia
- Aruba
- Azerbaijan
- Ả Rập Xê Út
- Ấn Độ
- Đảo Bouvet
- Đảo Christmas
- Đảo Heard và Quần đảo McDonald
- Đảo Norfolk
- Bahamas
- Bahrain
- Bangladesh
- Barbados
- Belarus
- Belize
- Bénin
- Bermuda
- Bhutan
- Bolivia
- Botswana
- Brasil
- Brunei
- Burkina Faso
- Burundi
- Cabo Verde
- Các Tiểu vương quốc Ả Rập Thống nhất
- Cameroon
- Campuchia
- Châu Nam Cực
- CHDCND Triều Tiên
- Chile
- Colombia
- Comoros
- Costa Rica
- Bờ Biển Ngà
- Cuba
- Cộng hòa Congo
- Cộng hòa Dân chủ Congo
- Cộng hòa Dominicana
- Cộng hòa Trung Phi
- Djibouti
- Dominica
- Ecuador
- El Salvador
- Eritrea
- Ethiopia
- Fiji
- Gabon
- Gambia
- Guadeloupe
- Ghana
- Greenland
- Grenada
- Gruzia
- Guam
- Guatemala
- Guinea
- Guinea Xích đạo
- Guinea-Bissau
- Guyana
- Guyane thuộc Pháp
- Haiti
- Hoa Kỳ
- Honduras
- Iceland
- Iran
- Iraq
- Jamaica
- Jordan
- Kazakhstan
- Kenya
- Kiribati
- Kosovo
- Kuwait
- Kyrgyzstan
- Lãnh thổ Ấn Độ Dương thuộc Anh
- Lào
- Liban
- Liberia
- Libya
- Liên bang Micronesia
- Macedonia
- Madagascar
- Malawi
- Malaysia
- Maldives
- Mali
- Malta
- Maroc
- Martinique
- Mauritanie
- Mauritius
- Mayotte
- México
- Moldova
- Mông Cổ
- Montenegro
- Montserrat
- Mozambique
- Myanma
- Namibia
- Nauru
- Nepal
- Nouvelle-Calédonie
- Nicaragua
- Niger
- Nigeria
- Niue
- Oman
- Pakistan
- Palau
- Panama
- Papua New Guinea
- Paraguay
- Peru
- Philippines
- Polynésie thuộc Pháp
- Qatar
- Quần đảo Bắc Mariana
- Quần đảo Cayman
- Quần đảo Cocos
- Quần đảo Cook
- Quần đảo Falkland
- Quần đảo Faroe
- Quần đảo Marshall
- Quần đảo Midway
- Quần đảo Nam Georgia và Nam Sandwich
- Quần đảo Pitcairn
- Quần đảo Solomon
- Quần đảo Turks và Caicos
- Quần đảo Virgin thuộc Anh
- Reunion
- România
- Rwanda
- Saint Helena
- Saint Kitts và Nevis
- Saint Lucia
- Saint Pierre và Miquelon
- Saint Vincent và Grenadines
- Samoa
- São Tomé và Príncipe
- Sénégal
- Serbia
- Seychelles
- Sierra Leone
- Síp
- Somalia
- Sri Lanka
- Sudan
- Suriname
- Svalbard và Jan Mayen
- Swaziland
- Syria
- Tajikistan
- Tanzania
- Tây Sahara
- Tchad
- Đông Timor
- Togo
- Tokelau
- Tonga
- Trinidad và Tobago
- Tunisia
- Turkmenistan
- Tuvalu
- Uganda
- Uruguay
- Uzbekistan
- Vanuatu
- Venezuela
- Việt Nam
- Vùng đất phía Nam và châu Nam Cực thuộc Pháp
- Wallis và Futuna
- Yemen
- Zambia
- Zimbabwe

Vẽ bản đồ không được kích hoạt cho quốc gia nào không có đủ dữ liệu bản đồ. Không phải mọi vùng ở trên đều có hình vệ tinh chất lượng cao, nên việc vẽ bản đồ không dễ dàng.

## Các phá hoại và tạm ngưng
Google đã nhiều lần phải gỡ nội dung phá hoại. Một nội dung người dùng tạo ra là "Android Robot đi tiểu vào trái táo cắn dở". Một chức năng riêng bị sửa thành tuyên bố "chính sách xem xét lại của Google là đống phân". Nhà Trắng tại Washington DC thì được ghi là một cửa hàng bàn trượt tuyết có tên Edwards Snow Den.
Google ngưng việc người dùng tự động công nhận (auto-approval). Ngày 8 tháng 5 có tuyên bố là Map Maker bị khóa tạm thời trên toàn thế giới bắt đầu từ ngày 12 tháng 5. Ngày 10 tháng 8, chỉnh sửa mở lại cho Bangladesh, Brazil, Canada, Ấn Độ, Philippines, và Ukraine. Ngày 26 tháng 8 năm 2015, Google Map Maker mở lại đến 45 quốc gia khác.